# حركة 969
حركة 969 هي حركة سياسية بوذية قومية وإسلاموفوبية، تأسست في مينمار سنة 1999 ثم تم تغيير اسمها من طرف البوذي المتطرف ويراثو ل 
.
تَعتبر هذه الحركة الإسلام كتهديد يشكل خطرا على دولة ميانمار، حيث تعمل بشكل كبير على محاربة المجتمع الإسلامي عامة ومسلمي الروهينغا بشكل خاص وذلك من أجل «الحفاظ على الهوية البودية»، هذا وتجدر الإشارة إلى أن نسبة المسلمين في ميانمار لا تتجاوز 5%.
حركة ما با ثا كانت وليدة حركة 969، حيث تبنت معظم أهدافها بالإضافة إلى تدخلاتها العديدة في السياسة.

## شغب 2013
بدأت تحركات حركة 969 تتجه في منحى مغاير، حيث عمدت إلى شن العديد من الهجمات على مساجد المسلمين، مدارسهم ومؤسساتهم الخاصة، كما قامت بقتل أزيد من 40 شخص في نهاية مارس من سنة 2013 في مدينة مياكتيلا. بعد كل هذه الاضطرابات؛ ندد المجتمع الدولي بما تقوم به هذه الحركة كما أدانها وبشدة، لكن زعيمها ويراثو تحرك مجددا وصرح لوكالة فرانس برس أن هذه الحركة ليست معادية لجميع المسلمين كما أنها ليست المسؤولة عن كل أحداث الشغب هذه؛ وأضاف قائلا أن هدف الحركة الأساسي هم البنغال الذين يعنفون ويرهبون الراخين البوذيين. هذا وقد تجددت أعمال العنف هذه في أبريل من نفس السنة في ولاية باجو بعد زيارة حركات أخرى تتبنى نفس أفكار حركة 969 لهذه المنطقة.

## ردود الفعل الدولية
ندد المجتمع الدولي بأعمال العنف الممارسة من طرف بوذيي ميانمار، حيث قام تينزن غياتسو بكتابة رسالة لأون سان سو تشي في أغسطس من سنة 2012 يقول فيها «هذه تصرفات محزنة فعلا».
في 28 ماي 2015، تم المناداة رسميا على أون سان سو تشي من أجل الحصول على جائزة نوبل للسلام، لكنها لقيت معارضة من طرف العديد من جمعيات ومؤسسات المجتمع المدني كونها غير مؤهلة للحصول على جائزة من هذا النوع وذلك بسبب صمتها وعدم دفاعها عن مسلمي الروهينغا في ظل كل هذه الاعتدائات التي يتعرضون لها.

## معنى 969
بصفة عامة، فالأرقام الثلاث المكونة لهذا الرقم ترمز بشكل مباشر ل 24 علامة في الكنوز الثلاثة للبوذية، حيث أن 9 منها لبوذا و6 ل دارما ثم 9 الأخرى لسانغا، مما جعل هذه الجمعية تختار هذه الأرقام كاسم لها.